# مطار يهاي داسهويبو
مطار يهاي داسهويبو (بالإنجليزية: Weihai Dashuibo Airport)‏ (إياتا: WEH، إيكاو: ZSWH) يقع في مدينة ويهاي في جمهورية الصين الشعبية. صنف مطار يهاي داسهويبو في المرتبة الرابعة والخمسون في الصين من حيث عدد الركاب عام 2011 وفقًا لإدارة الطيران المدني في الصين، حيث تعامل مع 935,450 راكب، وبلغ إجمالي حركة الطائرات (القادمة والمغادرة) 12,006 طائرة وقد بلغت كمية البضائع المنقولة عبر المطار 4,570 طن.

## شركات الطيران والوجهات
| شركـات طيـران         | الوجهات |
| --------------------- | --- |
| 9 Air                 | مطار داليان الدولي |
| طيران الصين           | مطار بكين العاصمة الدولي، مطار هانغتشو شياوشان الدولي، مطار هاربين الدولي، مطار تيانجين الدولي |
| Chengdu Airlines      | مطار تشانغتشون الدولي، مطار تشنغدو شوانغليو الدولي، مطار جينغديو الجديد، مطار تشونغتشينغ جيانغبى الدولي، مطار داتشينغ سارتو، Dazhou، مطار دونغينغ شنغلي، مطار فويوان، مطار هاربين الدولي، Heze، مطار جياموسي دونغاجياو، مطار مودانجيانغ هايلانغ، مطار شانغهاي بودنغ الدولي، مطار تاييوان وسو الدولي، مطار ووهان الدولي، مطار ييتشانغ سانشيا                     |
| خطوط شرق الصين الجوية | مطار تشانغتشون الدولي، مطار تشونغتشينغ جيانغبى الدولي، مطار داتشينغ سارتو، مطار فوتشو تشانغله الدولي، مطار قوانغتشو باييون الدولي، مطار هاربين الدولي، مطار حيفي شينكياو الدولي، مطار مودانجيانغ هايلانغ، مطار نانجينغ الدولي، مطار إنتشون الدولي، مطار شانغهاي هونغكياو الدولي، مطار شانغهاي بودنغ الدولي، مطار شيان شيانيانغ الدولي، مطار يانجي تشاويانغتشوان |
| China United Airlines | مطار بكين داشينغ الدولي، مطار اوردوس إيجين هورو |
| Jeju Air              | مطار إنتشون الدولي |
| Joy Air               | مطار داليان الدولي |
| طيران لونج            | مطار تشانغتشون الدولي، مطار هانغتشو شياوشان الدولي، مطار نينغبو ليش الدولي، مطار شنيانغ الدولي |
| Qingdao Airlines      | مطار هاربين الدولي، مطار يانجي تشاويانغتشوان |
| خطوط شاندونغ الجوية   | مطار جينان الدولي، مطار شينزين باوان الدولي |
| خطوط شانغهاي الجوية   | مطار تشانغتشون الدولي، مطار شانغهاي بودنغ الدولي، مطار شنيانغ الدولي، مطار ونزهو يونجقيانج الدولي |
| سبرينغ (شركة طيران)   | مطار نانجينغ الدولي، مطار شانغهاي بودنغ الدولي، مطار شنيانغ الدولي |
| خطوط تيانجين الجوية   | مطار داليان الدولي، مطار شانغهاي بودنغ الدولي |